# ارس اسپانیایی
ارس اسپانیایی (نام علمی: Juniperus thurifera) نام یک گونه از سرده ارس است.